# 필리포 보티노
필리포 보티노(이탈리아어: Filippo Bottino, 1888년 12월 9일 ~ 1969년 10월 18일)는 이탈리아의 역도 선수로 1920년 안트베르펀 올림픽에서 금메달을 획득하였다.

## 인물 정보
제노바에서 태어난 보티노는 17세때 역도를 시작했다. 1920년과 1924년 하계 올림픽에 출전한 그는 안트베르펀 올림픽에서 총 265 kg을 들어서 우승을 거두었다. 역도 경기는 앤트워프 야외 올림픽 경기장에서 열렸다.